# بنیفایرو د لس بایس
بنیفایرو د لس بایس (به اسپانیایی: Benifairó de les Valls) یک شهرستان در اسپانیا است که در Camp de Morvedre واقع شده‌است.

## خصوصیات
بنیفایرو د لس بایس ۴٫۳ کیلومترمربع مساحت و ۲٬۰۷۹ نفر جمعیت دارد و ۳۴ متر بالاتر از سطح دریا واقع شده‌است.